# Werk Arena (2014)
Werk Arena je multifunkční sportovní hala v Třinci, kde od sezony 2014/2015 hraje své domácí zápasy klub HC Oceláři Třinec. Slouží primárně hokeji, ale je však navržena tak, aby zde mohly probíhat i jiné sportovní aktivity (halové sporty) a různorodé kulturní a společenské akce. Generálním dodavatelem multifunkční haly se na základě výběrového řízení stala stavebně-inženýrská společnost Syner. Slavnostní zahájení stavby této haly bylo ve středu 10. října 2012 v 10 hodin a 10 minut.
Do zkušebního provozu byla uvedena 31. července 2014, kdy nahradila původní, nedaleko stojící Werk Arenu. První zápas na novém stadionu odehráli Oceláři Třinec 31. července 2014 od 17 hodin proti libereckým Bílým Tygrům v rámci přípravy na novou extraligovou sezonu. Zápas Oceláři vyhráli v poměru 6:2 a první branku na tomto stadionu vstřelil v čase 3:07 třinecký útočník Martin Adamský.
Dne 12. srpna 2014, během přestávky mezi druhou a třetí třetinou duelu Třinec–Vítkovice, hraného v rámci Steel Cupu 2014, předala tehdejší třinecká primátorka Věra Palkovská Cenu města Třince za dlouholetý přínos v oblasti sportu bývalému hlasateli, kronikáři a autorovi publikací Eduardu Machaczekovi.
Čtvrtfinále světové skupiny Davis Cupu 2016 mezi Českou republikou a Francií hala hostila v polovině července 2016. Zápas nakonec získala Francie, když vyhrála v poměru 3:1.